# Kibaha (Distrikt)
Kibaha (auch Kibaha DC genannt) ist ein Distrikt der Region Pwani in Tansania mit dem Verwaltungssitz in der Stadt Kibaha, die auch Hauptstadt der Region ist. Der Distrikt grenzt im Norden an den Distrikt Bagamoyo, im Süden an den  Distrikt Kisarawe und im Westen an die Region Morogoro.

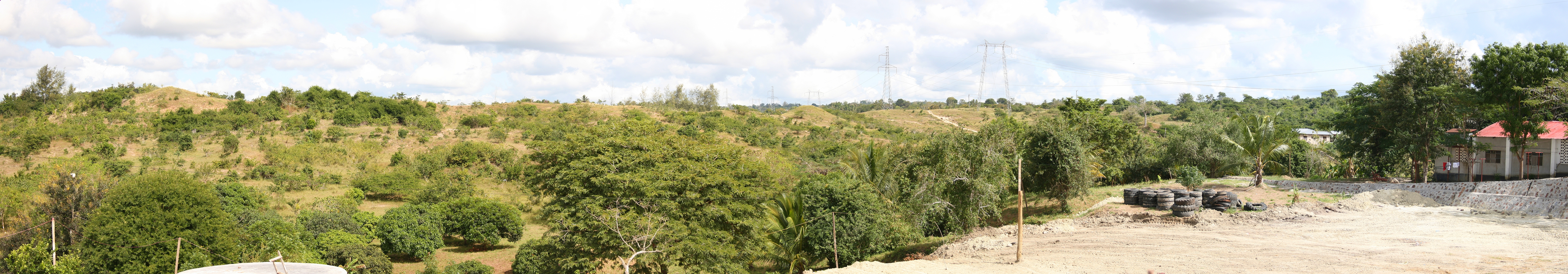
Landschaft bei der Stadt Kibaha

## Geographie
Der Distrikt hat eine Größe von 1062 Quadratkilometer und 123.367 Einwohner (Volkszählung 2022). Das Land liegt größtenteils in einer Höhe 160 bis 180 Meter über dem Meer. Es ist flach mit wenigen kleinen Hügeln und Tälern. Das Klima ist tropisch, Aw nach der effektiven Klimaklassifikation. In den zwei Regenzeiten, eine in November/Dezember, die zweite in März/April, fallen jährlich rund 700 bis 800 Millimeter Regen. Die Durchschnittstemperatur beträgt 29,7 Grad Celsius.

## Geschichte
Der Name kommt vom Wort „Kibaha“, das in der Sprache der Zaramo „hier ist es“ bedeutet.

## Verwaltungsgliederung
Der Distrikt besteht aus 14  Bezirken (Kata):
- Bokomnemela
- Dutumi
- Gwata
- Janga
- Kawawa
- Kikongo
- Kilangalanga
- Kwala
- Magindu
- Mlandizi
- Mtambani
- Mtongani
- Ruvu
- Soga

## Bevölkerung
Die Einwohnerzahl stieg von 2002 bis 2012 um durchschnittlich 2,7 Prozent im Jahr. Die folgende Tabelle und die Grafik zeigen den Vergleich mit dem Stadt-Distrikt Kibaha TC:
| \| Distrikt \| Einwohner 1988 \| Einwohner 2002 \| Einwohner 2012 \| Einwohner 2016[9] \| Einwohner 2022[2] \| \| --------- \| -------------- \| -------------- \| -------------- \| ----------------- \| ----------------- \| \| Kibaha DC \| 81.952 \| 53.411 \| 70.209 \| 76.552 \| 123.367 \| \| Kibaha TC \| - \| 77.831 \| 128.488 \| 140.097 \| 265.360 \| Im Jahr 2012 sprachen von den über Fünfjährigen auf dem Land 61 Prozent Swahili und neun Prozent Swahili und Englisch, in der Stadt 64 und 22 Prozent. Die Analphabetenrate lag auf dem Land bei 24, in der Stadt bei 13 Prozent. | Die zur Anzeige dieser Grafik verwendete Erweiterung wurde dauerhaft deaktiviert. Wir arbeiten aktuell daran, diese und weitere betroffene Grafiken auf ein neues Format umzustellen. (Mehr dazu) | Die zur Anzeige dieser Grafik verwendete Erweiterung wurde dauerhaft deaktiviert. Wir arbeiten aktuell daran, diese und weitere betroffene Grafiken auf ein neues Format umzustellen. (Mehr dazu) |                |                |                |
| Distrikt | Einwohner 1988 | Einwohner 2002 | Einwohner 2012 | Einwohner 2016 | Einwohner 2022 |
| Kibaha DC | 81.952 | 53.411 | 70.209         | 76.552         | 123.367        |
| Kibaha TC | - | 77.831 | 128.488        | 140.097        | 265.360        |

## Einrichtungen und Dienstleistungen
- Bildung: Im Distrikt gibt es 37 Grundschulen, sowie 8 weiterführende Schulen (Abruf 2020).[11]
- Gesundheit: Für die medizinische Versorgung der Bevölkerung stehen in Kibaha drei Gesundheitszentren und 24 Apotheken zur Verfügung.[12]
- Energieversorgung: Obwohl der Großteil des Distriktes mit elektrischer Energie versorgt wird, nutzen siebzig Prozent der Bevölkerung Petroleum für die Beleuchtung, da sie sich den Stromanschluss nicht leisten können (Stand 2017).[13]

| - Landwirtschaft: Der wichtigste Wirtschaftszweig ist die Landwirtschaft, die hauptsächlich zur Selbstversorgung betrieben wird. Für den Eigenbedarf werden Maniok, Reis, Sorghum und Mais angebaut, für den Verkauf auch Cashewnüsse, Kokosnüsse, Orangen, Mango, Gemüse und Wassermelonen. Die Ernte von Cashewnüssen nahm von 2011 bis 2016 von 50 Tonnen auf 845 Tonnen zu, jene von Mango im gleichen Zeitraum von 620 Tonnen auf 4270 Tonnen. Etwa achtzig Prozent der Landbevölkerung und zwanzig Prozent der Stadtbevölkerung hielten Nutztiere (Stand 2012). Im Jahr 2017 wurden 160.000 Hühner und 50.000 Rinder gezählt. - Forstwirtschaft: Im Distrikt gibt es 100.000 Hektar Wald, wovon zwanzig Hektar aufgeforstet wurden. Eine Einnahmequelle bei der Waldbewirtschaftung ist die Imkerei. Die Honigproduktion stieg von 1000 Liter im Jahr 2008 auf 2000 Liter im Jahr 2014. | Die zur Anzeige dieser Grafik verwendete Erweiterung wurde dauerhaft deaktiviert. Wir arbeiten aktuell daran, diese und weitere betroffene Grafiken auf ein neues Format umzustellen. (Mehr dazu) |

- Gewerbe und Industrie: Im Distrikt gibt es nur Kleinindustrie, meist zur Verarbeitung von landwirtschaftlichen Produkten wie Getreidemühlen, Fruchtsaft- und Gewürzerzeugung oder Holzverarbeitung.[17]
- Eisenbahn: Die Tanganjikabahn von Daressalam nach Dodoma führt durch Mpiji Village, Soga, Rufu und Kwala. Davon zweigt in Kikongo eine Stichbahn in das Gewerbegebiet Disunyara ab.[17]
- Straßen: Neben der Hauptstraße von Daressalam nach Dodoma, die durch den Distrikt verläuft, gibt es noch 58 Kilometer Schotterstraßen und 270 Kilometer unbefestigte Straßen, die wegen des flachen Geländes meist das ganze Jahr befahrbar sind.[17]